# (62) Эрато
(62) Эрато (лат. Erato) — астероид главного пояса, который был открыт 14 сентября 1860 года в ходе совместной работы Оскара Лессера и Вильгельма Фёрстера в Берлинской обсерватории и назван в честь Эрато, музы любовной поэзии в древнегреческой мифологии.

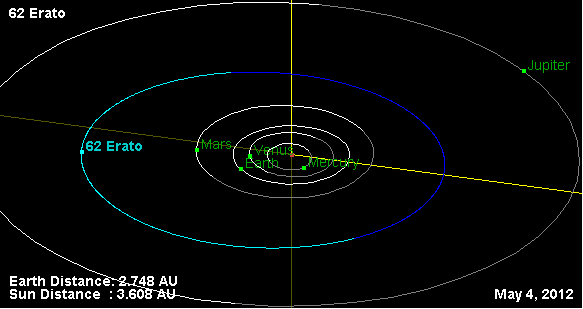
Орбита астероида Эрато и его положение в Солнечной системе

Среднее ускорение свободного падения на экваторе Эрато оценивается в 2,67 см/сек², то есть гравитация здесь в 366 раз слабее, чем на Земле.
В астрологии значение символа астероида — лира и стрела Эрота. Астероид Эрато связан с любовной поэзией и вообще стихами, а также с бардовской песней; с эмоциональным вдохновением, с надеждой на любовь. Он относится к так называемым астероидам Любовного Ряда.